# Maciej Bossak
Maciej Antoni Bossak (ur. 5 maja 1935 w Warszawie, zm. 12 stycznia 2025) – wykładowca Politechniki Warszawskiej, prof. dr hab. inż. nauk technicznych o specjalności komputerowe wspomaganie projektowania, mechanika komputerowa, mechanika uderzeń. W latach 1990–2005, tj. do przejścia na emeryturę, był dyrektorem Instytutu Mechaniki i Konstrukcji Politechniki Warszawskiej.

## Życiorys
W 1959 r. ukończył studia na Wydziale Mechaniczno Konstrukcyjnym Politechniki Warszawskiej. W 1970 r. na Wydziale Mechanicznym Energetyki i Lotnictwa PW obronił rozprawę doktorską pt. „Teoretyczne i doświadczalne opracowanie metody wyznaczania dynamicznych własności konstrukcji”. Na tym samym wydziale obronił rozprawę habilitacyjną „Dynamika układów wstępnie obciążonych”. W 1987 r. otrzymał tytuł profesora nauk technicznych.
Po ukończeniu studiów rozpoczął pracę jako starszy konstruktor w zespole opracowującym konstrukcję i dozorującym budowę koparki KM 250 w Warszawskich Zakładach Budowy Urządzeń Przemysłowych im. K. Waryńskiego. W latach 1961–1974 pracował w Katedrze Mechaniki Wydziału Mechanicznego Energetyki i Lotnictwa Politechniki Warszawskiej. W latach 1971–1973 przebywał na stażu naukowym w Wielkiej Brytanii. Rok później rozpoczął pracę jako docent (1974–1977) w Instytucie Lotnictwa Politechniki Rzeszowskiej. W latach 1977–1990 pracował w Przemysłowym Instytucie Maszyn Budowlanych, gdzie zajmował funkcje – kierownika Zakładu Komputerowego Wspomagania Projektowania, kierownika Ośrodka Komputerowego Wspomagania Prac Inżynierskich oraz zastępcy dyrektora ds. naukowych. W latach 1975–1977 odbył staże i praktyki zawodowe za granicą, m.in. w Niemczech w firmie IKOSS, w Norwegii w firmie KIK, a także w Michigan State University USA. W latach 1982–1992 pracował na stanowisku głównego doradcy technicznego przy projektach Organizacji Narodów Zjednoczonych ds. Rozwoju Przemysłu (UNIDO). W październiku 1990 r. rozpoczął pracę w Instytucie Mechaniki i Konstrukcji PW na stanowisku dyrektora. Od 1992 do 2005 r. sprawował także funkcję kierownika Zakładu Technik Uzbrojenia (od 2005 r. Zakładu Mechaniki i Technik Uzbrojenia) Politechniki Warszawskiej.
Prace naukowo-badawcze Macieja Bossaka dotyczą m.in. zachowań odkształcalnych konstrukcji poruszających się w gazie lub opływanych przez niego (aeroelastyczność) oraz zachowań materiałów i konstrukcji w warunkach ekstremalnych (akrologia).

## Członkostwa w instytucjach naukowych
- członek Senatu Politechniki Warszawskiej
- członek Uczelnianej Komisji Wyborczej Politechniki Warszawskiej
- członek Senackiej Komisji ds. Współpracy z Zagranicą Politechniki Warszawskiej
- członek Senackiej Komisji ds. Kadr Politechniki Warszawskiej
- członek Towarzystwa Naukowego Warszawskiego
- członek Sekcji Mechaniki Analitycznej Komitetu Mechaniki Polskiej Akademii Nauk (PAN)
- członek Sekcji Metod Komputerowych Komitetu Mechaniki PAN
- członek Rad Naukowych Instytutu Mechanizacji Budownictwa i Górnictwa Skalnego i Instytutu Organizacji Przemysłu Maszynowego (ORGMASZ)
- założyciel i członek Towarzystwa Przetwarzania Obrazów
- delegat Polski do NATO Research and Development Organization
- członek Rady ds. Nauki przy Prezydencie Rzeczypospolitej Polskiej (1992–1995)[3][4]

## Nagrody, wyróżnienia, odznaczenia
- Krzyż Kawalerski Orderu Odrodzenia Polski
- Złoty Krzyż Zasługi
- Srebrny Krzyż Zasługi
- Medal Komisji Edukacji Narodowej
- Złoty Medal „Za zasługi dla obronności kraju”
- 1970 – nagroda Przemysłu Lotniczego
- 1973 – nagroda James Clayton Award (wraz z O.C. Zienkiewiczem) za pracę w dziedzinie zastosowań metody elementów skończonych (Institution of Mechanical Engineers w Wielkiej Brytanii)
- 1975 – nagroda Ministra Przemysłu Maszynowego[3][4]

## Ważne publikacje
Wydał ok. 73 publikacji, m.in.:
- Bossak Maciej, Zienkiewicz O.C.. Free Vibrations  of Initilly Stressed Solids. „Journal of Strain Analysis”, 1973.brak numeru strony[7]
- Wood W.L., Bossak Maciej, Zienkiewicz O.C.. An Alpha Modification of Newmark’s Method. „International Journal for Numerical Methods in Engineering”, 1980.brak numeru strony[7]
- Bossak Maciej. Finite Elements and Polydescriptive Approach in Concurrent Engineering. „International Journal of Computer Applications in Technology”, 1994.brak numeru strony[7]
- Bossak Maciej. Bandes adiabatiques de cisaillement. „Cahiers de Mechanique”, 2001.brak numeru strony[7]
- Bossak Maciej, Design and Manufacture of Sub-calibre Projectiles, 2001. Brak numerów stron w książce[3]
- Bossak Maciej, Kaczkowski J.. Global/Local Analysis of Composite Light Aircraft Crash Landing. „Computers and Structures”, 1973.brak numeru strony[7]

Współautor 8 książek m.in.:
- Metoda elementów skończonych, 1976
- Obrona Polski dziś i jutro, 1993
- Przedsiębiorstwo w procesie globalizacji, 2001[3][4]